# 중고점

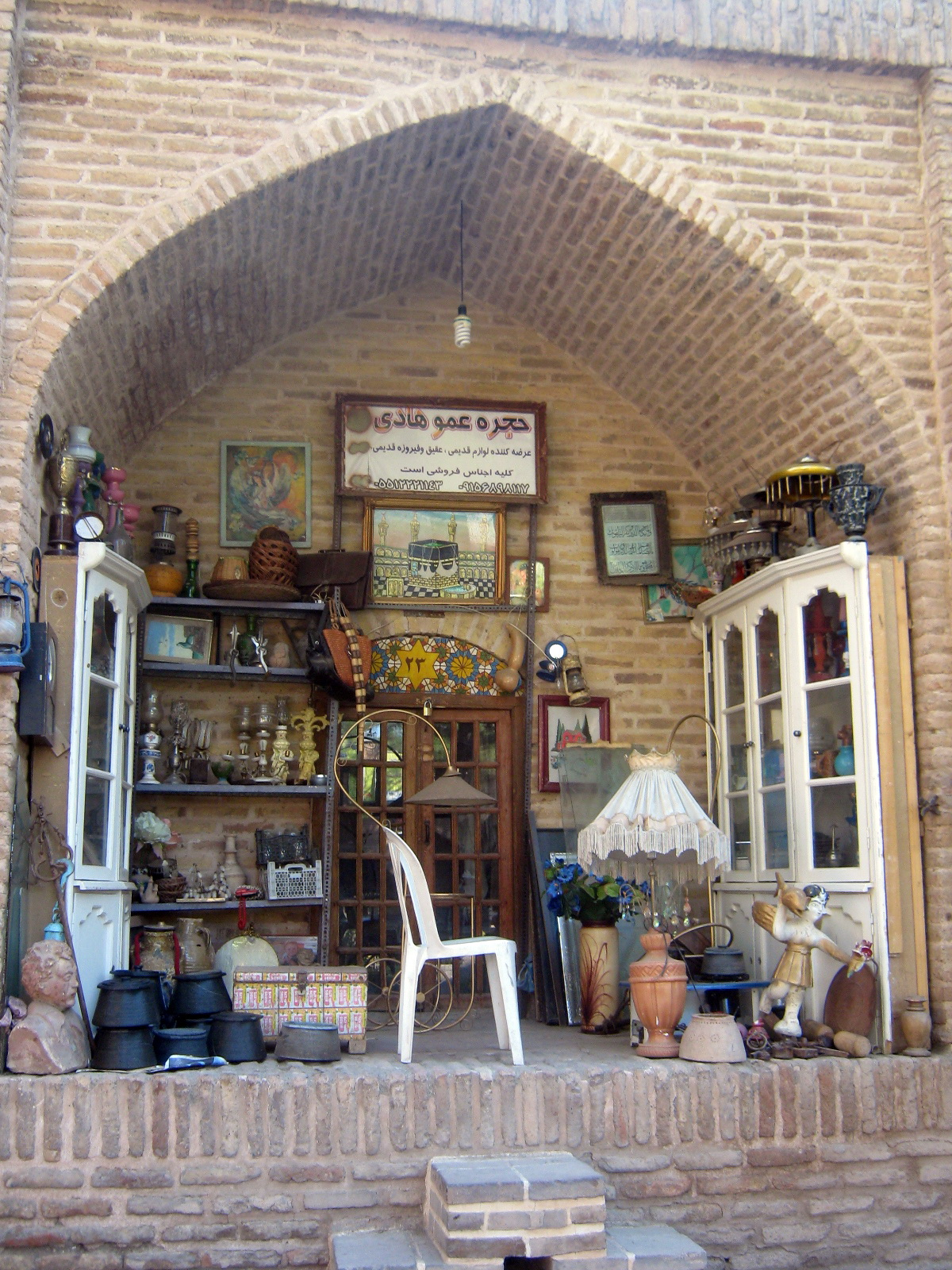
이란 니샤푸르 캐러밴서라이의 중고점

중고점 또는 정크숍(junk shop)은 대부분 중고를 저렴한 가격에 판매하는 자선 가게와 비슷한 소매점이다. 저품질의 골동품 상점이 중고점과 경계를 이룰 수 있다. 영어권에서는 중고점을 자주 들리는 쇼퍼들을 정커(junker), 피커(picker), 바겐 헌터(bargain hunters) 등으로 부른다.

## 같이 보기
- 자선 가게
- 벼룩시장